# Friedrich Thiersch
Friedrich Thiersch (Kirchscheidungen, 17 giugno 1784 – Monaco di Baviera, 25 febbraio 1860) è stato un pedagogista e filologo tedesco.

## Biografia

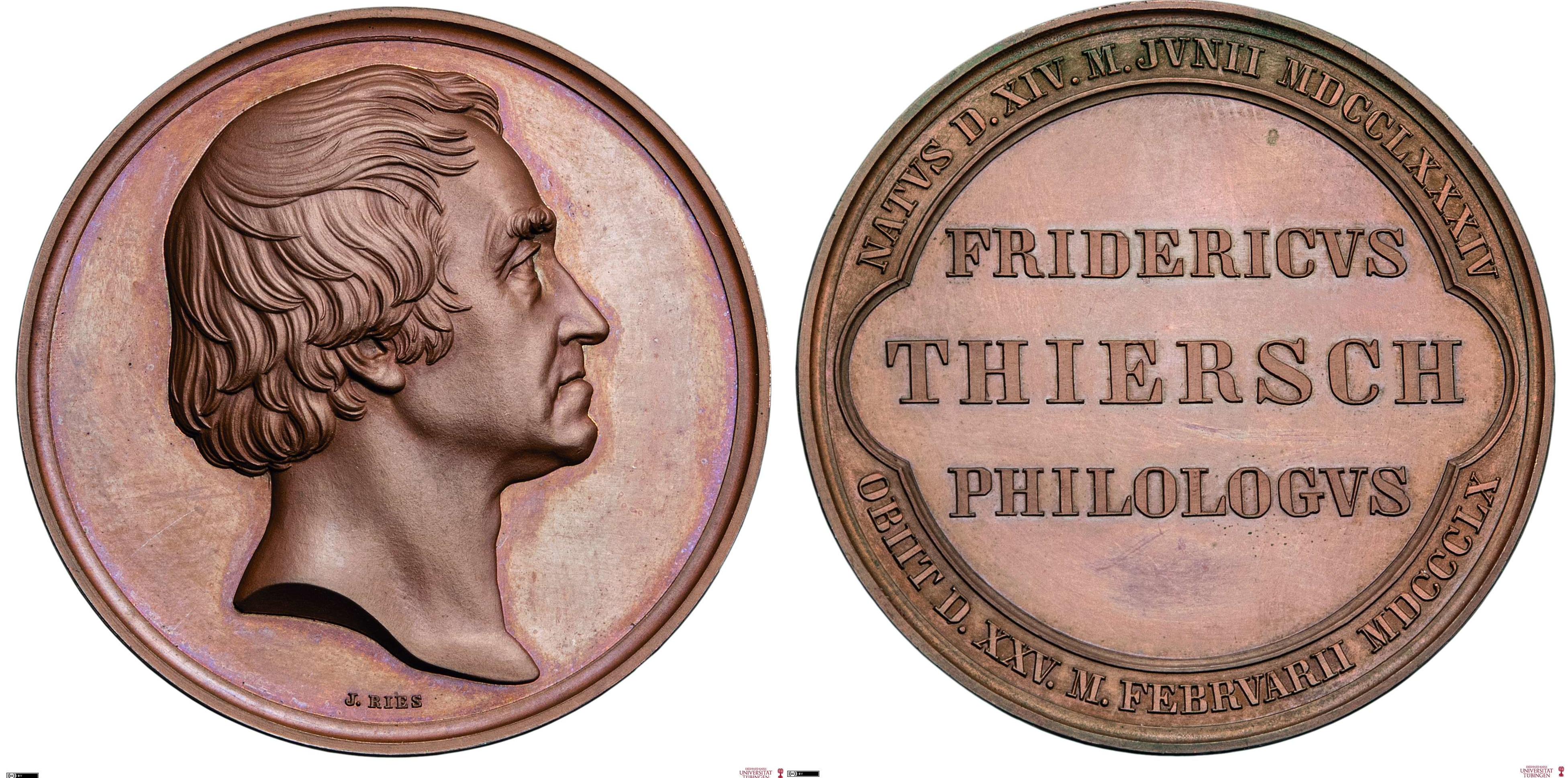
Medaglia commemorativa di Friedrich Wilhelm Thiersch (1860)

Nacque a Kirchscheidungen (ora parte di Laucha an der Unstrut, Sassonia-Anhalt). Nel 1809 divenne professore presso il Ginnasio di Monaco di Baviera e nel 1826 divenne professore di letteratura antica presso l'Università di Monaco. Thiersch, il "tutor della Baviera" (praeceptor Bavariae), trovò un sistema educativo estremamente insoddisfacente. C'era un violento conflitto tra i protestanti "nord" e i cattolici del "sud" tedeschi; I colleghi di Thiersch, soprattutto antichi monaci, hanno offerto una violenta opposizione alle sue riforme. I suoi piani furono comunque realizzati e diventarono il principio governativo delle istituzioni educative della Baviera.
Thiersch fu un sostenitore dell'indipendenza greca. Nel 1832 visitò la Grecia, e si crede che Thiersch fu influenzato da Ottone di Grecia. Scrisse opere sulla grammatica greca, una traduzione metrica di Pindaro e un resoconto della Grecia (L'état actuel de la Grece nel 1833). Fu Membro onorario Estero dell'American Academy of Arts and Sciences nel 1855.
La biografia di Thiersch fu scritta da suo figlio, H. W. J. Thiersch (1866). Un altro figlio, Karl Thiersch, era un rinomato chirurgo, e ancora un altro, Ludwig Thiersch, un pittore influente, mentre suo fratello, Bernhard Thiersch, scrisse il testo dell'inno nazionale prussiano, Preußenlied.
Nel 1860 gli venne dedicata una medaglia.